# Mramorski potok
Mramorski potok je rječica u Bosni i Hercegovini. 
Desna je pritoka Jale. Zajedno s Dobrnjskim potokom dužine je 11,4 km.